# Cefisodoto di Atene (405 a.C.)
Cefisodoto (in greco antico: Κηφισόδοτος?, Kephisòdotos; metà del V secolo a.C. – 405 a.C.) è stato un ammiraglio ateniese.

## Biografia
Cefisodoto, assieme a Tideo e Menandro, fu uno dei tre generali nominati nel 405 a.C., prima della battaglia di Egospotami, a sostegno di Conone, Filocle e Adimanto.
Visto che, dopo la battaglia, tutti e 3000 i prigionieri ateniesi (tranne Adimanto) furono sgozzati, è molto probabile che Cefisodoto abbia fatto la stessa fine.